# Ḭ̀
Cette page contient des caractères spéciaux ou non latins. S’ils s’affichent mal (▯, ?, etc.), consultez la page d’aide Unicode.
Ḭ̀ (minuscule : ḭ̀), appelé I tilde souscrit accent grave, est un graphème utilisé dans l’écriture du mbelime et du nateni.
Il s’agit de la lettre I diacritée d’un tilde souscrit et d’un accent grave.

## Représentations informatiques
Le I tilde souscrit accent grave peut être représenté avec les caractères Unicode suivants :
- précomposé (latin étendu additionnel, diacritiques) :

| formes    | représentations | chaînes de caractères | points de code | descriptions                                                      |
| --------- | --------------- | --------------------- | -------------- | ----------------------------------------------------------------- |
| capitale  | Ḭ̀               | Ḭ◌̀                    | U+1E2C U+0300  | lettre majuscule latine i tilde souscrit diacritique accent grave |
| minuscule | ḭ̀               | ḭ◌̀                    | U+1E2D U+0300  | lettre minuscule latine i tilde souscrit diacritique accent grave |

- décomposé (latin de base, diacritiques)[1],[2] :

| formes    | représentations | chaînes de caractères | points de code       | descriptions                                                                  |
| --------- | --------------- | --------------------- | -------------------- | ----------------------------------------------------------------------------- |
| capitale  | Ḭ̀               | I◌̰◌̀                   | U+0049 U+0330 U+0300 | lettre majuscule latine i diacritique tilde souscrit diacritique accent grave |
| minuscule | ḭ̀               | i◌̰◌̀                   | U+0069 U+0330 U+0300 | lettre minuscule latine i diacritique tilde souscrit diacritique accent grave |